# Cnotliwy Sarmata
Cnotliwy Sarmata na wschodzie Warszawy (fr. vertueux Sarmate, niem. der tugenhafte Sarmate) – polska loża wolnomularska.
Założona przez Alojzego Fryderyka von Brühla 11 stycznia 1767, po uprzednim zamknięciu loży Trzech Braci. Powołana jako loża rytu staroszkockiego. 24 kwietnia 1769 ogłoszona lożą wielką a jej wielkim mistrzem został August Fryderyk Moszyński. Pracowała w językach polskim i niemieckim w stopniach szkockich i symbolicznych.